# Убитий при виконанні
«Убитий при виконанні» (рос. «Убит при исполнении») — радянський художній фільм 1977 року, знятий на кіностудії «Ленфільм».

## Сюжет
Фільм розповідає про останні дні життя одного з перших радянських дипломатів Вацлава Воровського, який загинув в Лозанні навесні 1923 року від руки білоемігранта-терориста.

## У ролях
- Володимир Сєдов — Воровський Вацлав Вацлавович
- Юрій Демич —  Дивильковський
- Станіслав Ландграф —  Полунін
- Юрій Саранцев —  Шварцкопф
- Світлана Орлова —  Ніна
- Дмитро Миргородський —  Генріх Вентман
- Юрій Лазарев — Конраді Моріс Морісович
- Анатолій Столбов —  метрдотель
- Ігор Боголюбов — Лердю
- Олександр Суснін —  Мітін
- Микола Мартон —  Ісмет-паша

## Знімальна група
- Режисер:  Микола Розанцев
- Сценарій:  Едуард Володарський
- Оператор:  Вадим Грамматиков
- Художник:  Лариса Шилова
- Композитор:  Микола Червінський
- Звукооператор: Аліакпер Гасан-заде